# 小不点
《小不点》（The Littles）是美国1980年代的动画作品 。1983年由美国DIC Entertainment公司出品。此動畫是源自於美國作家約翰·彼得森所著，1967年開始出版的兒童小說《The Littles》，敘述Little一家人的生活。
中国大陆地区中国中央电视台将其引进过来，并在1986年时的黄金少儿档位（晚六点半）七色光节目向全国播出。之后引起轰动，至今那批70年代末80年代初的第一批独生子女仍然念念不忘。值得一提的是，从这之后中国中央电视台结束了连续五年引进引进日本长篇动画的历史，并开始大量引进美国动画。